# Sammarçolles
Sammarçolles és un municipi francès situat al departament de la Viena i a la regió de la Nova Aquitània. L'any 2007 tenia 601 habitants.

## Demografia

### Població
El 2007 la població de fet de Sammarçolles era de 601 persones. Hi havia 248 famílies de les quals 74 eren unipersonals (37 homes vivint sols i 37 dones vivint soles), 77 parelles sense fills, 89 parelles amb fills i 8 famílies monoparentals amb fills.
La població ha evolucionat segons el següent gràfic:
Habitants censats

### Habitatges
El 2007 hi havia 296 habitatges, 255 eren l'habitatge principal de la família, 17 eren segones residències i 24 estaven desocupats. 280 eren cases i 15 eren apartaments. Dels 255 habitatges principals, 192 estaven ocupats pels seus propietaris, 58 estaven llogats i ocupats pels llogaters i 5 estaven cedits a títol gratuït; 2 tenien una cambra, 14 en tenien dues, 46 en tenien tres, 74 en tenien quatre i 119 en tenien cinc o més. 234 habitatges disposaven pel capbaix d'una plaça de pàrquing. A 118 habitatges hi havia un automòbil i a 117 n'hi havia dos o més.

### Piràmide de població
La piràmide de població per edats i sexe el 2009 era:
| Homes | Edats   | Dones |
| ----- | ------- | ----- |
| 0     | 95 o +  | 0     |
| 0     | 90 a 94 | 4     |
| 4     | 85 a 89 | 12    |
| 4     | 80 a 84 | 0     |
| 4     | 75 a 79 | 12    |
| 12    | 70 a 74 | 16    |
| 24    | 65 a 69 | 28    |
| 8     | 60 a 64 | 16    |
| 24    | 55 a 59 | 0     |
| 32    | 50 a 54 | 20    |
| 12    | 45 a 49 | 36    |
| 12    | 40 a 44 | 16    |
| 20    | 35 a 39 | 8     |
| 24    | 30 a 34 | 8     |
| 12    | 25 a 29 | 32    |
| 16    | 20 a 24 | 4     |
| 16    | 15 a 19 | 12    |
| 8     | 10 a 14 | 8     |
| 12    | 5 a 9   | 4     |
| 16    | 0 a 4   | 16    |

## Economia
El 2007 la població en edat de treballar era de 375 persones, 262 eren actives i 113 eren inactives. De les 262 persones actives 240 estaven ocupades (142 homes i 98 dones) i 21 estaven aturades (6 homes i 15 dones). De les 113 persones inactives 34 estaven jubilades, 23 estaven estudiant i 56 estaven classificades com a «altres inactius».

### Ingressos
El 2009 a Sammarçolles hi havia 253 unitats fiscals que integraven 618 persones, la mediana anual d'ingressos fiscals per persona era de 15.720 €.

### Activitats econòmiques
Dels 18 establiments que hi havia el 2007, 4 eren d'empreses alimentàries, 1 d'una empresa de fabricació d'altres productes industrials, 4 d'empreses de construcció, 4 d'empreses de comerç i reparació d'automòbils, 1 d'una empresa de transport, 3 d'empreses d'hostatgeria i restauració i 1 d'una empresa classificada com a «altres activitats de serveis».
Dels 6 establiments de servei als particulars que hi havia el 2009, 1 era un taller de reparació d'automòbils i de material agrícola, 1 paleta, 2 guixaires pintors, 1 fusteria i 1 electricista.
Dels 2 establiments comercials que hi havia el 2009, 1 era una fleca i 1 una botiga de mobles.
L'any 2000 a Sammarçolles hi havia 30 explotacions agrícoles que ocupaven un total de 1.577 hectàrees.

## Equipaments sanitaris i escolars
El 2009 hi havia una escola maternal integrada dins d'un grup escolar amb les comunes properes formant una escola dispersa.

## Poblacions més properes
El següent diagrama mostra les poblacions més properes.